# 枡席

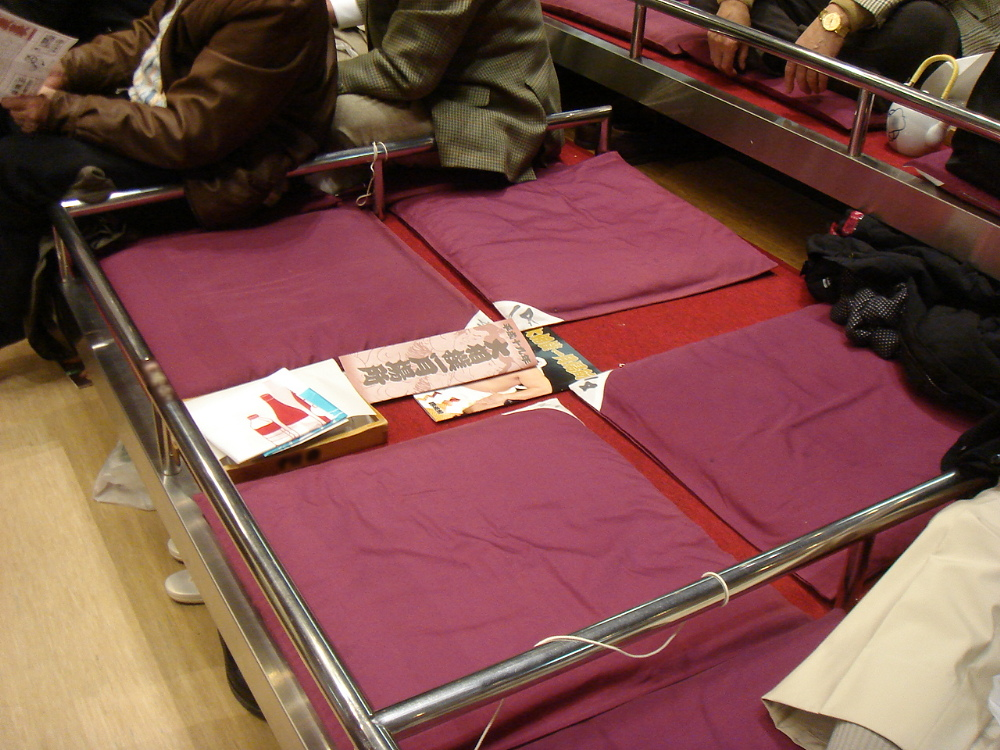
両国国技館の枡席

枡席（ますせき、桝席・升席・マス席とも）とは、日本の伝統的な観客席。土間や板敷きの間を木組みによって人数人が座れるほどの四角形に仕切り、これを「一枡」として観客に提供したことからこう呼ばれるようになった。同じく日本の伝統的な観客席である桟敷（さじき）についても本項で扱う。

## 劇場の枡席

### 歴史と背景
芸能史の領域では、古事記・日本書紀に現れる、神の依代となる仮に設けられた棚状の櫓である「仮庪（さずき）」を、桟敷の語源とする説が有力である。池田彌三郎は神を招く目的によっては、神招ぎの場所であるさずきは観客席となり得たと述べている。芸能が神事から娯楽へと変容した中世には、猿楽や能を正面から見られる位置に桟敷が設けられ、高貴な階級の人々の観客席となっていった。太平記巻二十七には、観客の興奮によって240間の桟敷が崩壊し多数の死傷者が出た記述がある。

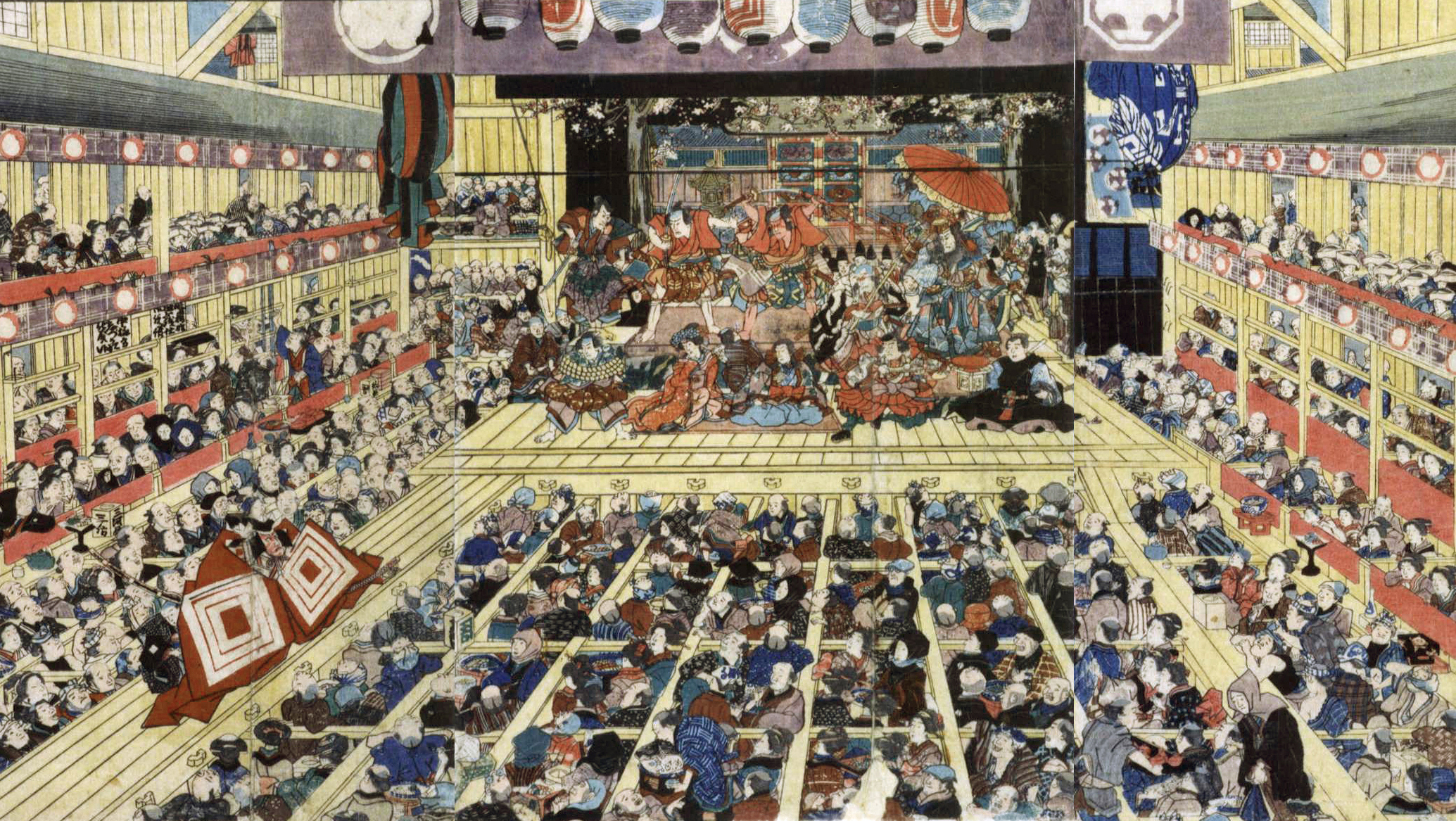
安政5年 (1858) の江戸市村座

枡席は江戸時代の初め頃から歌舞伎や人形浄瑠璃の芝居小屋で普及しはじめた。
芝居小屋の枡席は一般に「土間｣（どま）と呼ばれ、料金は最も安く設定されていた。これは初期の芝居小屋には屋根を掛けることが許されておらず、雨が降り始めると土間は水浸しになって芝居見物どころではなくなってしまったからである。したがってこの頃の土間にはまだ仕切りがなかった。
瓦葺の屋根を備えた芝居小屋が初めて建てられたのは享保9年 (1724) のことで、雨天下の上演が可能になった結果、この頃から土間は板敷きとなる。すると座席を恒常的に仕切ることができるようになり、明和のはじめ頃（1760年代後半）から次第に枡席が現れるようになった。当時の芝居小屋の枡席は一般に「七人詰」で、料金は一桝あたり25匁だった。これを家族や友人などと買い上げて芝居を見物したが、一人が飛び込みで見物する場合には「割土間」といって、一桝の料金のおよそ七等分にあたる1朱を払って「他所様（よそさま）と御相席（ごあいせき）」ということになった。
土間の両脇には一段高く中二階造りにした畳敷きの桟敷があり、さらにその上に場内をコの字に囲むようにして三階造りにした畳敷きの「上桟敷｣（かみさじき）があった。料金は現在とは逆で、上へいくほど高くなった。ただし舞台に正面した三階最奥の上桟敷は、舞台から最も遠く科白も聞きづらかったので、ここだけは料金が特に安く設定されて「向う桟敷」と呼ばれていた。これが「大向う」の語源である。芝居小屋に屋根が付いた後にも桟敷の上には屋根やその名残が残され、芝居小屋の伝統様式となっている。
こうして場内が総板張りになったことで、客席の構成にも柔軟性がでてきた。享和2年 (1802) 中村座が改築された際に、桟敷の前方に土間よりも一段高い板敷きの土間が設けられたのを嚆矢とし、以後の芝居小屋では土間にもさまざまな段差をつけるようになった。こうして格差がついた後方の土間のことを「高土間｣（たかどま）といい、舞台近くの「平土間｣（ひらどま）と区別した。

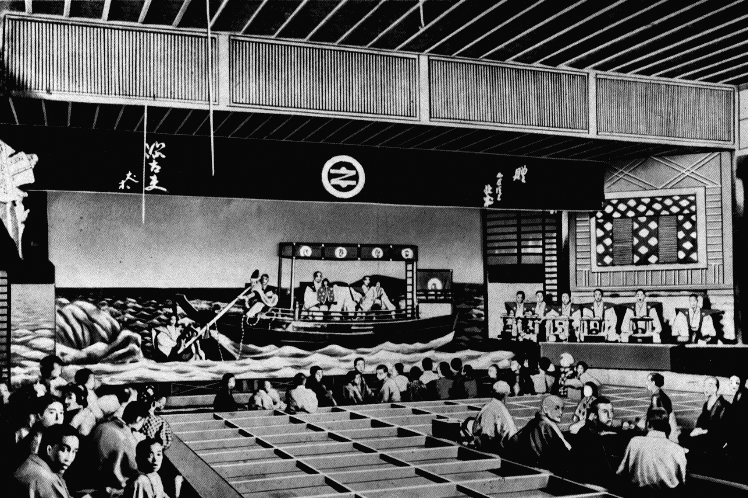
明治35年 (1902) の大坂御霊文楽座

やがてそれぞれの枡席には座布団が敷かれ、煙草盆（中に水のはいった木箱の灰皿）が置かれるようになった。枡席にお茶屋から出方が弁当や飲物を運んでくるようになったのもこの頃からである。当時の芝居見物は早朝から日没までの一日がかりの娯楽だったので、枡席にもいくらかの「居住性の改善」が求められたのである。
明治になると東京をはじめ各都市に新しい劇場が建てられたが、そのほぼすべてが枡席を採用していた。文明開化を謳ったこの時代にあっても、日本人は座布団の上に「坐る」方が居心地が良かったのである。全席を椅子席にして観客が「腰掛ける」ようにしたのは、演劇改良運動の一環として明治22年 (1889) に落成した歌舞伎座が最初だった。これを境に以後の劇場では専ら椅子席が採用されるようになり、昭和の戦前頃までには、地方の伝統的小劇場を除いて、枡席は日本の劇場からほとんどその姿を消してしまった。

## 相撲興行の枡席

### 歴史と背景
一方、勧進相撲として発達した大相撲は、その歴史的背景から各地の寺社の境内で不定期に興行されるのが常態で、長らく専用の競技場を持たなかった。江戸では天保4年 (1833) 以降にようやく本所・回向院での相撲興行が定着する。

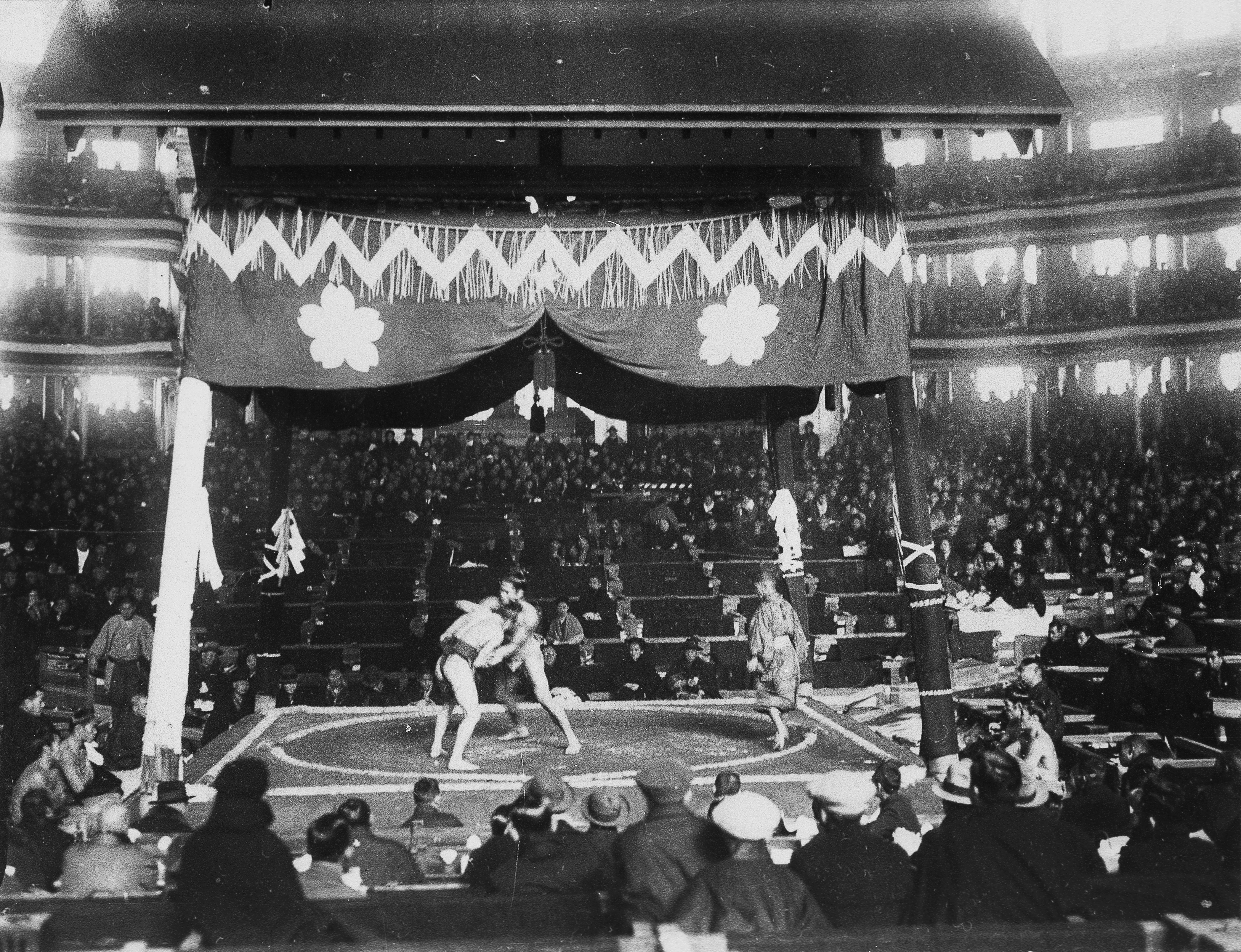
明治43年 (1910) の旧両国国技館の場内。現在の新国技館や各本場所開催施設の場内とほぼ変わらない様子が見て取れる。

劇場の場合とは対照的に、相撲興行の場から枡席は一度もその姿を消すことがなかった。明治以後も大相撲の開催地では、土俵も観客席も数日間の興行に耐えられるだけの仮仕立てで造ればよかったため、木組みで簡単に客席を仕切ることができる枡席はかえって好都合だったのである。
回向院の境内に初めて常設の競技場「國技舘｣（旧両国国技館）が建てられたのは実に明治42年 (1909) になってのことだった。この常設の國技舘にも枡席が導入され、しかもその後の相次ぐ失火や震災による焼失と再建の際にもそれを存続させたことが、枡席が大相撲の会場とは不可分の伝統として定着する契機となった。
昭和時代初期は相撲人気の高まりがあったが、升席の購入は相撲茶屋などの買い切りや契約者が優先され一般人が座ることは難しい状態となっていた。こうした不満を解消するため、1939年（昭和14年）夏場所に開催日数を13日から15日に改めた際に、初日に限り「大衆デー」として升席の一般販売が行われるようになった。
戦時色が強くなった1941年（昭和16年）の初場所の前には、警視庁が相撲協会、相撲茶屋関係者を招き、茶屋が升席をプレミアム価格で販売することの禁止、芸妓や女給の同伴禁止、飲酒の禁止などの自粛を求めた。ただし、女性同伴や飲酒は徹底されなかったようで、警視庁は同年末に改めて申し入れを行っている。
國技舘は戦時中に陸軍によって接収され、以後大相撲は後楽園球場・神宮外苑の相撲場・日本橋浜町公園の仮設国技館を経て、1950年（昭和25年) からは蔵前国技館で、1985年（昭和60年) 以後は新両国国技館で興行されるようになるが、これらすべての会場に枡席が設けられたのである。
この間に変ったことといえば、土俵上の屋根が吊り屋根に変わりそのため屋根を支えていた四隅の柱が青白赤紫の房に変わったこと、2階席は椅子席に改められたこと、枡席の土台が木組みから鉄骨組みになったこと、そしてそれまで枡席では認められていた喫煙が2005年（平成17年) から全面禁止となり、枡席にあった煙草盆が姿を消したことぐらいなもので、今日目にする大相撲本場所の模様は、往時のそれとほとんど変わらないものとなっている。

### 現状と課題

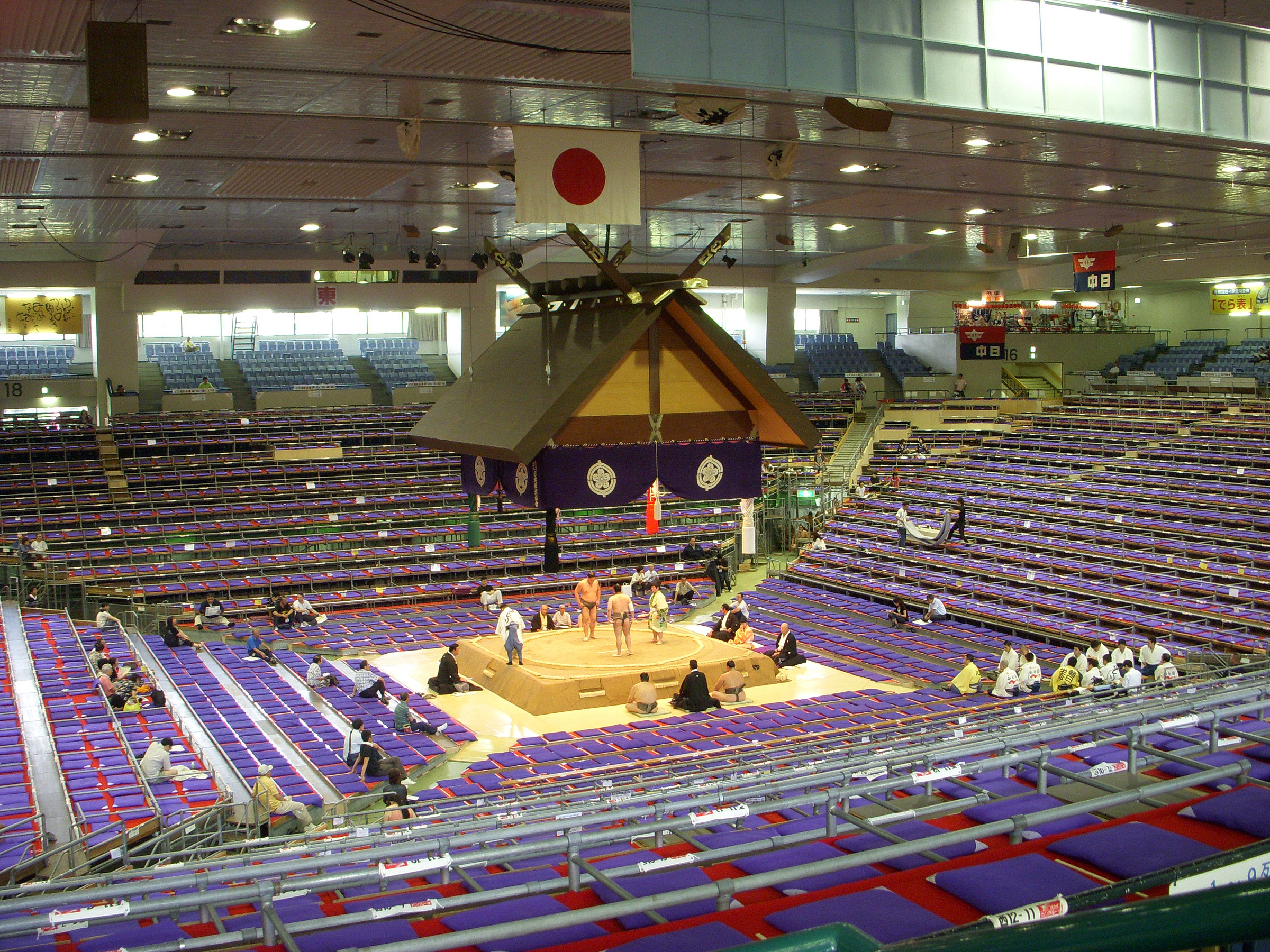
本場所開催中の愛知県体育館館内、平成21年 (2009)。 鉄骨組み高土間式の枡席の様子がよく分かる。

今日大相撲本場所が行なわれる両国国技館・大阪府立体育会館・愛知県体育館・福岡国際センターでは、いずれも一階席のほぼ全席が高土間式の枡席となっている。国技館は耐火建材の土台にのった恒常床、他の三会場は鉄骨組みの仮設床が、それぞれ約1.5メートル四方（両国国技館：W1,300×D1,250）の枡に仕切られ、そこに所定数の座布団が敷かれている。
国技館では「四人枡｣「五人枡｣「六人枡」の三種類の枡席があるが、その大多数が伝統的な「四人枡」で、枡の中には4枚の座布団が所狭しと敷かれている。「四人枡」とは、「その枡には4人まで坐ることができる」という意味である。したがって一人や二人でこれを使っても構わないのだが、料金はあくまでも枡ごとの料金なので、頭数が少ないと一人当たりの負担が増加する。例えば3万6800円の枡席Cを、4人で使えば一人当たり9200円、3人で一人当たり1万2267円、2人だと一人当たり1万8400円という高額の負担となる。このため少々窮屈でも「四人枡」はやはり四人で使っているのがほとんどである。
実際、約1.5メートル四方に4人が坐るというのは、今日の日本人の体格からみるとかなり窮屈な状態で、そこに出方が弁当や飲物を運んでくると、もう足の踏み場もないほどになってしまう。国技館では昨今の観客数の減少に歯止めをかける改革の一環として、特別限定チケット「二人枡」を試験的に導入したが、その数はまだ極めて少数に止まっている。一方、大阪・名古屋・福岡の各会場でも観客の要望に応えるかたちで「二人枡」や「三人枡」を新たに導入し始めている。
大相撲の枡席をめぐるもう一つの課題として、その購入方法の問題があげられる。一概に枡席といっても、そこには土俵に近いものから遠いもの、土俵が観やすいものから観にくいものなど、さまざまな条件がある。ところが国技館では、一般に「良い枡席」と考えられている枡席のほぼすべてを「相撲案内所」と呼ばれる20軒の相撲茶屋（お茶屋）が占有しており、これらを通してでなければ良い枡席のチケットは購入することができない。各種プレイガイドやインターネットでも枡席のチケットを購入することはできるが、それでは観にくい枡席しか取れない。

## 交通機関

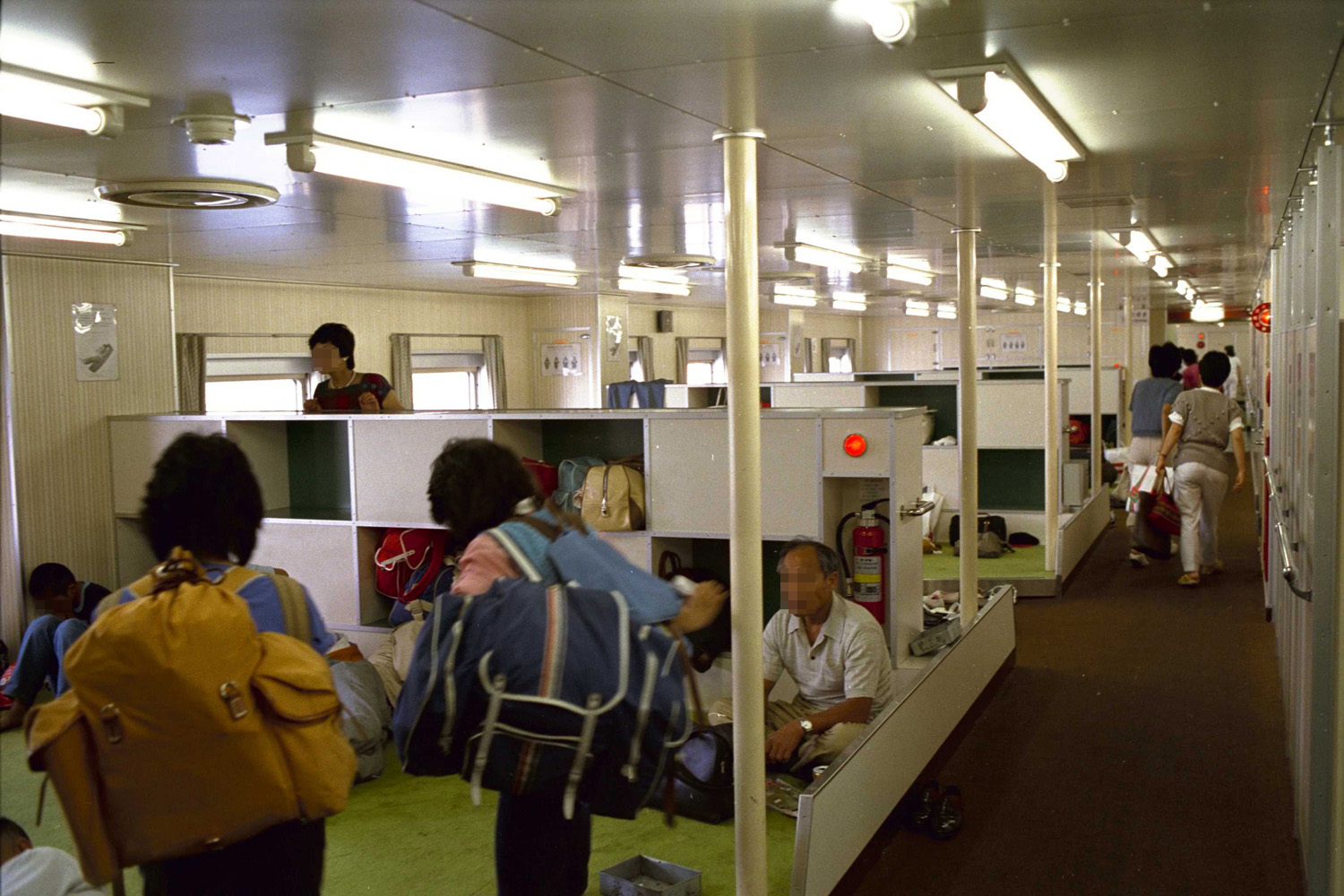
青函連絡船檜山丸の普通座席

交通機関、とりわけ鉄道車両・船舶において座席のうち、区画を区切り、その区切られた区画に定員を定めてカーペットや座布団・布団・枕などを設置し使用する座席を指す。なお、名称上カーペット席（ - せき）などと称されるが、「（車両・船室の）区画を区切り、椅子を供しないで横臥・座ることが可能な座席」という形態であてはめられるものを指す。
船舶の場合、長距離大量輸送に耐えうるなど成立の事情から運賃の最も安価な座席に設定される場合が多いが、鉄道車両の場合、夜行列車のうち、寝台車の代替として、あるいはジョイフルトレインの1形態である畳敷きの「お座敷列車」の畳や、カーペットに変えたものも指し、この場合、列車の設定によるため、必ずしも乗車時に必要な最低運賃・料金ではなく、別に料金を課す場合が多い。